# Айзенкаппель-Феллах
Айзенкаппель-Феллах (нім. Eisenkappel-Vellach, словен. Železna Kapla-Bela) — ярмаркова громада в землі Каринтія (Австрія).

## Видатні уродженці
- Отто Барич — футболіст
- Мая Гадерлап — австрійська письменниця.

## Виноски
- Офіційна сторінка [Архівовано 12 квітня 2018 у Wayback Machine.](нім.)